# ضفادع سرعوفية
ضفادع سرعوفية أو سراعيف سترابو (الاسم العلمي: Strabomantidae)، فصيلة ضفادع موطنها أمريكا الجنوبية.